# Ròchaguda
|  | Per a altres significats, vegeu «Ròchaguda (Droma)». |

Ròchaguda (occità) o Rochegude (francès) és un comú al departament del Gard (regió d'Occitània, França).

## Climatologia
El clima que caracteritza la població és qualificat, l'any 2010, de “clima mediterrani francès”, segons la tipologia de climes a França, que compta amb vuit tipus principals de climes a la metròpoli. L'any 2020 la ciutat entra sota el tipus de "clima mediterrani" en la classificació establerta per Météo-France, que ara enumera, com a primera aproximació, cinc grans tipus de clima a la metròpoli. Per a aquest tipus de clima, els hiverns són suaus i els estius calorosos, amb molt de sol i freqüents vents intensos.
Els paràmetres climàtics que ens han permès establir la tipologia de 2010 impliquen sis variables de temperatures i vuit de precipitació, els valors de les quals corresponen a la normalitat 1971-2000. Les set variables principals que caracteritzen el comú es presenten en el quadre següent:
| Paràmetres climàtics comunals durant el període 1971-2000 - Temperatura mitjana anual: 13,5\| °C - Número de dies amb temperatura inferior als -5 °C: 2,7 - Número de dies amb temperatura superior als 30 °C: 16 - Amplitud tèrmica anual: 18 °C - Precipitació anual acumulada: 981 mm - Número de dies amb precipitacions al gener: 6,7 - Número de dies amb precipitacions al juliol: 3,5 |

Amb el canvi climàtic aquestes variables han anat evolucionant. Un estudi realitzat l'any 2014 per la Direcció General d'Energia i Clima complementat amb estudis regionals prediu que la temperatura mitjana hauria d'augmentar i la pluviometria mitjana disminuiria, amb variacions regionals encara que fortes. Aquests canvis es poden veure a l'estació meteorològica de Météo-France més propera, "Méjannes-le-Clap", al comú de Méjannes-le-Clap, que entrà en funcionament l'any 1992 i que es troba a 4 km en línia recta, on la temperatura mitjana anual és de 13,3 °C i la quantitat de precipitació és de 1032,7 mm per al període 1981-2010 A l'estació meteorològica històrica més propera, "Lanas Syn", al comú de Lanàs, al departament d'Ardèche, posada en funcionament el 1990 i a 34 km de distància, la temperatura mitjana anual canvia de 13,6 °C al període 1971-2000, a 13,5 °C pel període 1981-2010, després a 13,9 °C per 1991-2020.

## Xarxa Natura 2000

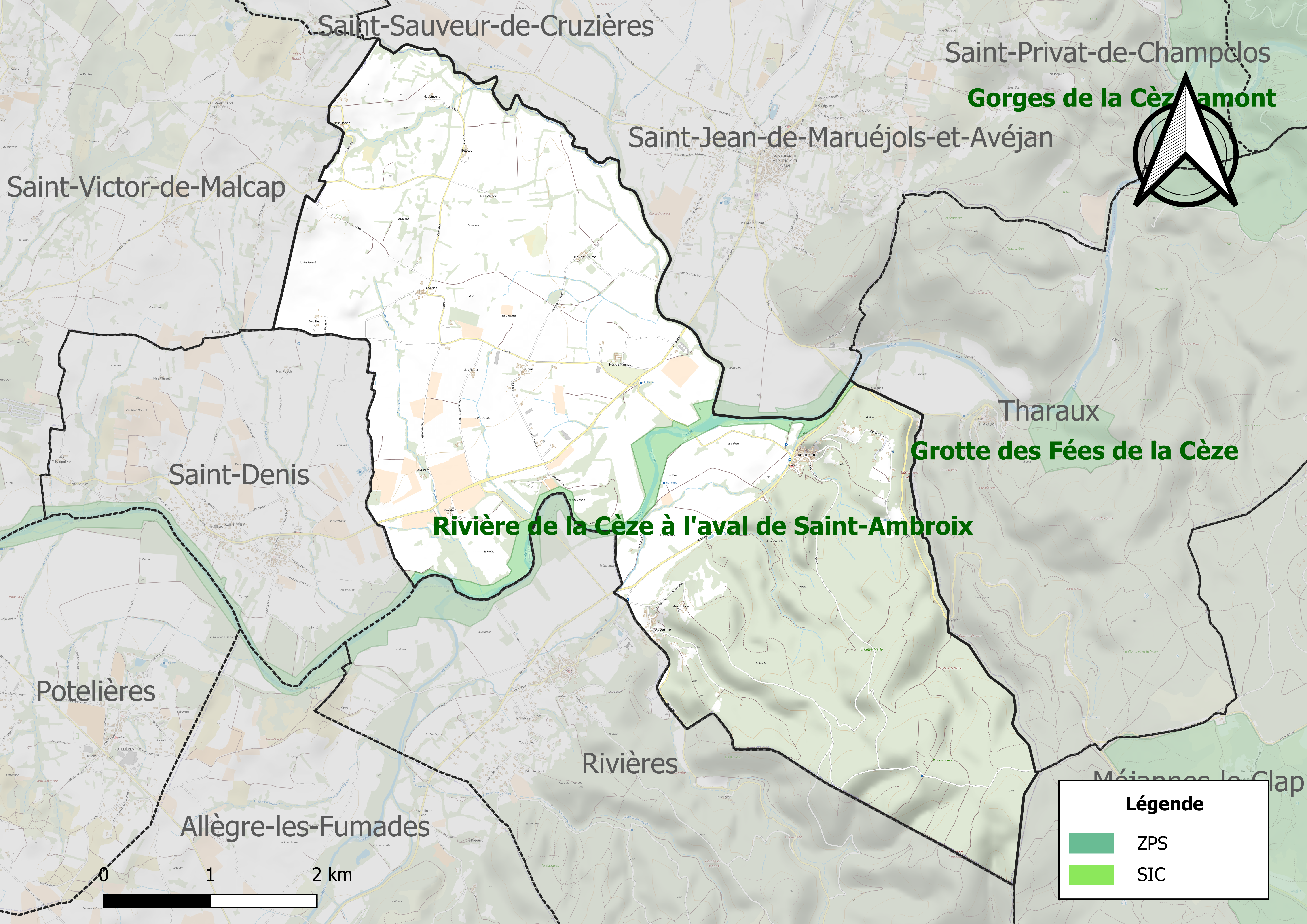
Distribució dels espais Natura 2000 al territori comunal.

La xarxa Natura 2000 és una xarxa ecològica europea d'espais naturals d'interès ecològic desenvolupada a partir de les directives d'hàbitats i d'aus, formada per zones especials de conservació (ZEC) i zones de protecció especial (ZEPA) Un espai Natura 2000 es defineix al comú d'acord amb la Directiva Hàbitats:
- «la Cèze et ses gorges» (traduïble com "la Cèze i els seus congostos"), amb una superfície de 3.550 ha, un territori els principals hàbitats naturals del qual són les formacions mediterrànies (Asplenion, Quercion ilicis) a les gorgues, amb destacables descensos d'espècies de muntanya.[18]

i un sota la Directiva d'aus:
- les «garrigues de Lussan» amb una superfície de 29.150 ha. L'any 1999, aquest lloc va acollir un lloc de nidificació per a una parella de Neophron percnopterus. Aquest lloc constitueix un enllaç essencial de la petita població residual mediterrània del sud-est de França (només una vintena de parelles), situada entre els nuclis de l'Ardèche i la Droma-Isère, al nord, de les gorges de Gardon, al sud, el Lubéron i les Alpilles, a l'est, la part alta de Montpeller i les Gorges del Tarn-Jonte.[19]

## Espais naturals d'interès ecològic, faunístic i florístic
L'inventari d'espais naturals d'interès ecològic, faunístic i florístic (ZNIEFF) té com a objectiu cobrir els espais més interessants des del punt de vista ecològic, fonamentalment amb l'objectiu de millorar el coneixement del patrimoni natural nacional i dotar d'una eina als diferents decisors. per ajudar a tenir en compte el medi ambient en la planificació del territori. Un ZNIEFF de tipus 1 figura al comú: el "riu Cèze aigües avall de Saint-Ambroix" («rivière de la Cèze à l'aval de Saint-Ambroix», 228 ha), abastant 9 comuns del departament i tres ZNIEFF de tipus 2:
- el «curs mitjà de la Cèze» («cours moyen de la Cèze», 648 ha), abastant 16 comuns del departament;[24]
- les «gorges de la Cèze» (2.609 ha), abastant 7 comuns del departament;[25]
- el «plateau de Lussan et Massifs Boisés» (37.159 ha), abastant 40 comuns del departament.[26]

Mapa de ZNIEFF tipus 1 i 2 a Rochegude.
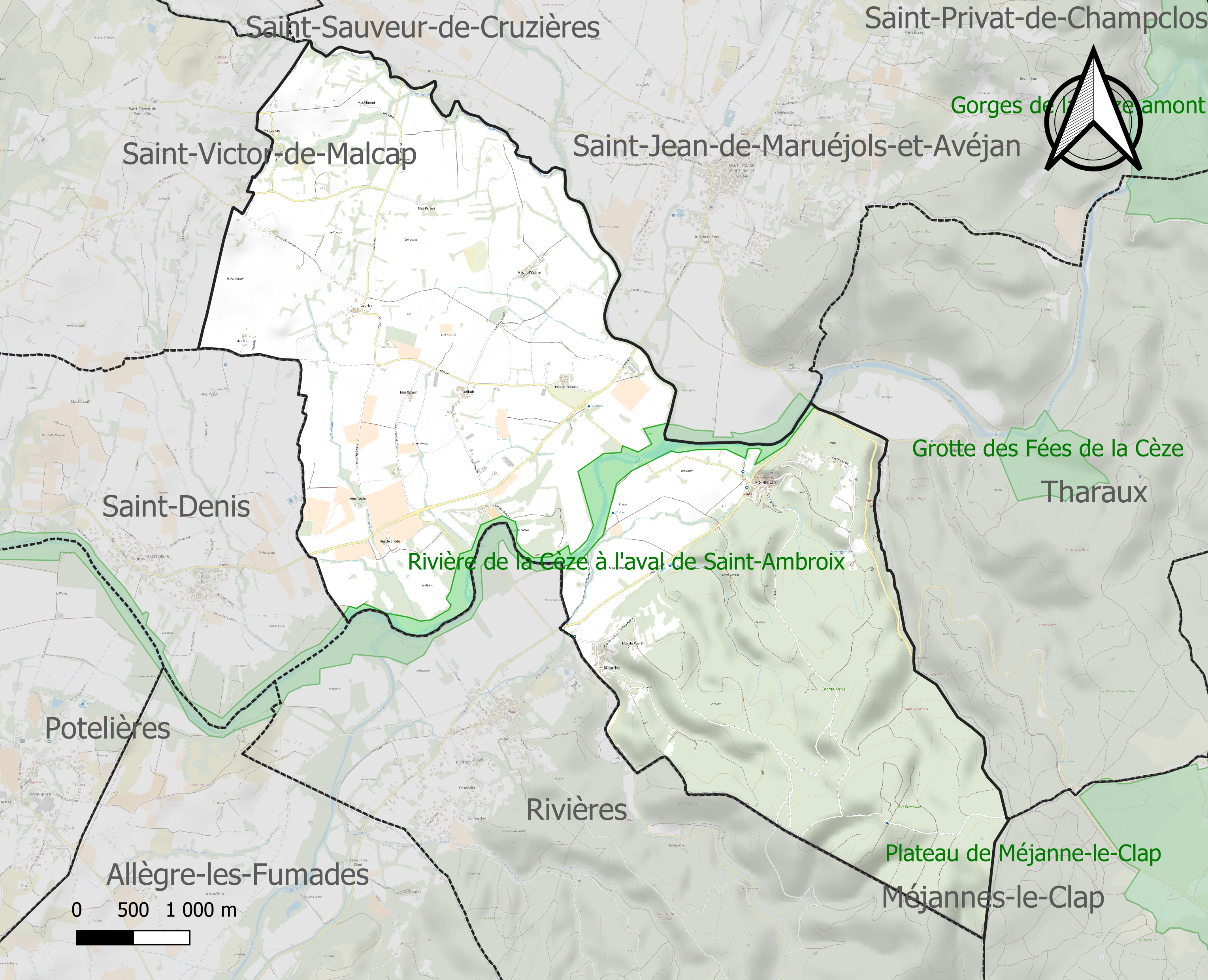
Mapa de ZNIEFF tipus 1 al comú.
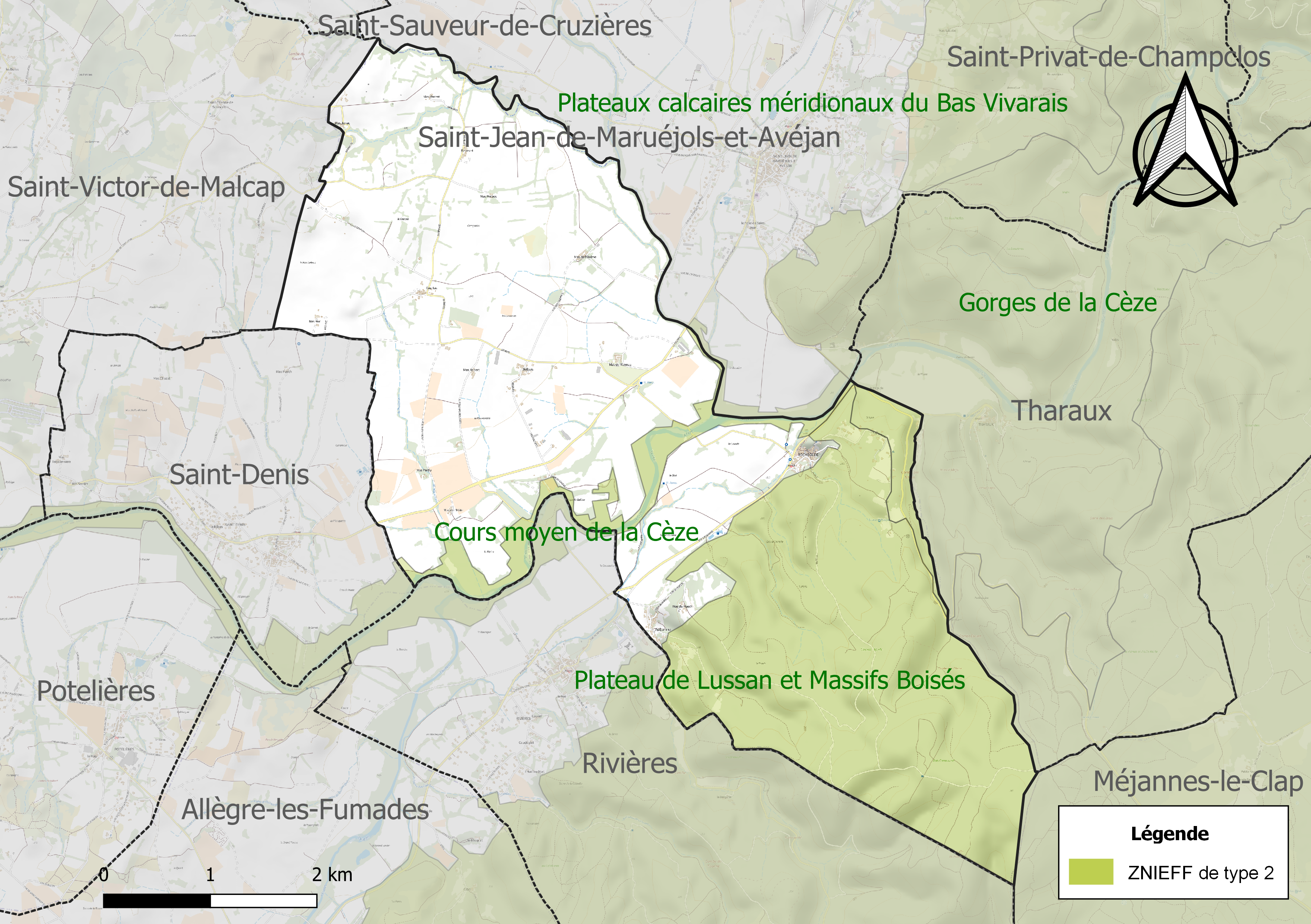
Mapa de ZNIEFF tipus 2 al comú.